# Canton de Tournon-sur-Rhône
Le canton de Tournon-sur-Rhône est une circonscription électorale française située dans le département de l'Ardèche et la région Auvergne-Rhône-Alpes.
À la suite du redécoupage cantonal de 2014, les limites territoriales du canton sont remaniées. Le nombre de communes du canton passe de 17 à 13.

## Géographie
Ce canton est organisé autour de Tournon-sur-Rhône dans l'arrondissement de Tournon-sur-Rhône. Son altitude varie de 105 mètres à Glun jusqu'à 762 mètres à Colombier-le-Jeune, pour une altitude cantonale moyenne de 309 mètres.

## Représentation

### Conseillers généraux de 1833 à 2015
| Période | Période      | Identité                     | Étiquette           | Qualité |
| ------- | ------------ | ---------------------------- | ------------------- | --- |
| 1833    | 1836         | Auguste Faure                |                     | Propriétaire à Tournon |
| 1836    | 1846         | Pierre Faure                 |                     | Négociant - Conseiller municipal de Lyon |
| 1846    | 1852         | Baron Guillaume de Vitrolles |                     | Propriétaire à Tournon |
| 1852    | 1864         | Auguste Faure Péclet         |                     | Rentier, ancien avocat à Lyon |
| 1864    | 1867         | Hippolyte Molière            |                     | Président du Tribunal civil de Tournon |
| 1867    | 1883 (décès) | Comte Joachim Rampon         | Centre gauche       | Ancien militaire, rentier à Gilhoc Député (1838-1842 et 1871-1876) Sénateur (1876-1883) Président du Conseil Général                                                                                |
| 1883    | 1892         | Marius Juvéneton             | Gauche              | Maire de Tournon |
| 1892    | 1910         | Louis Gallix                 | Gauche républicaine | Avoué à Tournon, conseiller d'arrondissement Député (1892-1893) |
| 1910    | 1912 (décès) | Marc Sauzet                  | Gauche radicale     | Avocat - Professeur agrégé de droit Député (1893-1899 et 1910-1912) |
| 1912    | 1928         | Louis Cadet                  | Républicain         | Docteur en médecine à Tournon |
| 1928    | 1939 (décès) | Paul Maisonnasse (1865-1939) | URD                 | Propriétaire, Maire de Vion, ancien conseiller d'arrondissement |
| 1939    | 1940         | Siège vacant                 |                     | |
|         |              |                              |                     | |
| 1942    | 1945         | Antoine Coursodon            |                     | Cultivateur Maire de Mauves Nommé conseiller départemental en 1942 Déclaré inéligible le 31 mars 1945                                                                                               |
|         |              |                              |                     | |
| 1945    | 1955 (décès) | Guy de Montgolfier           | DVD puis PPUS       | Notaire - Maire de Tournon (1942-1944) Député (1951-1955) |
| 1955    | 1974 (décès) | Louis Roche-Defrance         | RI                  | Commerçant Député (1958-1968) Maire de Tournon-sur-Rhône de 1959 à 1974 |
| 1974    | 1994         | André Tourasse               | RI puis UDF         | Agriculteur Maire de Tournon-sur-Rhône de 1977 à 1989 |
| 1994    | 2001         | Jean Pontier                 | PRG                 | Chargé de mission (protection judiciaire de la jeunesse) Maire de Saint-Jean-de-Muzols de 1983 à 1997 puis de Tournon-sur-Rhône de 2001 à 2008 Suppléant de Jacques Dondoux puis député (1997-2002) |
| 2001    | 2015         | Maurice Quinkal              | PRG                 | Enseignant (en retraite) Maire de Vion (1983-2014) |

### Conseillers d'arrondissement (de 1833 à 1940)
| Période                                  | Période | Identité                                 | Étiquette   | Qualité |
| ---------------------------------------- | ------- | ---------------------------------------- | ----------- | --- |
| 1833                                     | 1839    | Louis Boutaud                            |             | Avocat, maire de Tournon (1829-1835)                                                                        |
| 1839                                     | 1848    | Jean François Xavier Frachon (1795-1881) |             | Avocat à Tournon                                                                                            |
|                                          |         |                                          |             | |
| 1883                                     | 1892    | Louis Gallix                             | Républicain | Avoué à Tournon, suppléant du juge de paix, Président du Conseil d'arrondissement de 1890 à 1892            |
| 1892                                     | 1901    | Pierre Robin                             | Républicain | Adjoint au maire de Tournon                                                                                 |
| 1901                                     | 1907    | Jules Bochirol                           | Radical     | Maire de Sarras                                                                                             |
| 1907                                     | 1913    | Paul Maisonnasse                         | Droite      | Maire de Vion                                                                                               |
| 1913                                     | 1925    | André Renaud                             | Radical     | Horticulteur à Tournon                                                                                      |
| 1925                                     | 1937    | Lucien Grangier                          | Radical     | Expert-géomètre à Saint-Jean-de-Muzols, maire de Boucieu-le-Roi                                             |
| 1937                                     | 1940    | Camille Arnaud (1886-1963)               | Radical     | Maire de Tournon                                                                                            |
| 1940                                     |         |                                          |             | Les conseils d'arrondissement ont été suspendus par la loi du 12 octobre 1940 et n'ont jamais été réactivés |
| Les données manquantes sont à compléter. |         |                                          |             | |

### Conseillers départementaux à partir de 2015
| Période élective | Période élective | Mandat        | Mandat           | Identité         | Nuance | Nuance | Qualité                                                                                              |
| ---------------- | ---------------- | ------------- | ---------------- | ---------------- | ------ | ------ | --- |
| 2015             | 2021             | 2015          | 2021             | Christine Four   |        | LR     | Secrétaire comptable Adjointe au maire de Cheminas                                                   |
| 2015             | 2021             | 2015          | 2017 (démission) | Frédéric Sausset |        | LR     | Maire de Tournon-sur-Rhône Président de la Communauté d'agglomération                                |
| 2015             | 2021             | 1er mars 2017 | en cours         | Pierre Maisonnat |        | LR     | Géomètre, premier adjoint au maire de Mauves                                                         |
| 2021             | 2028             | 2021          | en cours         | Pierre Maisonnat |        | LR     | Conseiller sortant Conseiller(e) départemental(e) délégué(e) chargé(e) de la sécurité                |
| 2021             | 2028             | 2021          | en cours         | Ingrid Richioud  |        | DVD    | Adjointe au maire de Tournon-sur-Rhône 7ème vice-présidente chargée de l’éducation et de la jeunesse |

#### Élections de mars 2015
À l'issue du premier tour des élections départementales de 2015, trois binômes sont en ballottage : Christine Four et Frédéric Sausset (UMP, 37,44 %), Mauricette Crouzet et Maurice Quinkal (Union de la Gauche, 28 %) et Odile Lasfargues-Bouyon et Jean-Paul Vallon (FN, 26,25 %). Le taux de participation est de 54,67 % (8 352 votants sur 15 276 inscrits) contre 55,97 % au niveau départemental et 50,17 % au niveau national.
Au second tour, Christine Four et Frédéric Sausset (UMP) sont élus avec 41,26 % des suffrages exprimés et un taux de participation de 57,63 % (3 513 voix pour 8 804 votants et 15 277 inscrits).

#### Élections de juin 2021
Le premier tour des élections départementales de 2021 est marqué par un très faible taux de participation (33,26 % au niveau national). Dans le canton de Tournon-sur-Rhône, ce taux de participation est de 36 % (5 539 votants sur 15 385 inscrits) contre 37,36 % au niveau départemental. À l'issue de ce premier tour, deux binômes sont en ballottage : Pierre Maisonnat et Ingrid Richioud (DVD, 35,63 %) et Pierre Guichard et Michèle Victory (Union à gauche, 32,74 %).
Le second tour des élections est marqué une nouvelle fois par une abstention massive équivalente au premier tour. Les taux de participation sont de 34,3 % au niveau national, 40,7 % dans le département et 39,05 % dans le canton de Tournon-sur-Rhône. Pierre Maisonnat et Ingrid Richioud (DVD) sont élus avec 55,52 % des suffrages exprimés (3 164 voix pour 6 008 votants et 15 384 inscrits),,.

## Composition

### Composition avant 2015
Le canton de Tournon-sur-Rhône regroupait dix-sept communes. 
| Nom                           | Code Insee | Codepostal | Superficie (km2) | Population (dernière pop. légale) | Densité (hab./km2) |
| ----------------------------- | ---------- | ---------- | ---------------- | --------------------------------- | ------------------ |
| Tournon-sur-Rhône (chef-lieu) | 07324      | 07300      | 21,01            | 10 781 (2012)                     | 513                |
| Arras-sur-Rhône               | 07015      | 07370      | 5,89             | 525 (2012)                        | 89                 |
| Boucieu-le-Roi                | 07040      | 07270      | 8,94             | 286 (2012)                        | 32                 |
| Cheminas                      | 07063      | 07300      | 9,39             | 328 (2012)                        | 35                 |
| Colombier-le-Jeune            | 07068      | 07270      | 15,14            | 568 (2012)                        | 38                 |
| Eclassan                      | 07084      | 07370      | 15,93            | 980 (2012)                        | 62                 |
| Étables                       | 07086      | 07300      | 15,70            | 848 (2012)                        | 54                 |
| Glun                          | 07097      | 07300      | 7,56             | 694 (2012)                        | 92                 |
| Lemps                         | 07140      | 07610      | 12,18            | 779 (2012)                        | 64                 |
| Mauves                        | 07152      | 07300      | 7,05             | 1 179 (2012)                      | 167                |
| Ozon                          | 07169      | 07370      | 8,32             | 383 (2012)                        | 46                 |
| Plats                         | 07177      | 07300      | 16,25            | 809 (2012)                        | 50                 |
| Saint-Barthélemy-le-Plain     | 07217      | 07300      | 19,08            | 826 (2012)                        | 43                 |
| Saint-Jean-de-Muzols          | 07245      | 07300      | 10,68            | 2 442 (2012)                      | 229                |
| Sarras                        | 07308      | 07370      | 11,65            | 2 072 (2012)                      | 178                |
| Sécheras                      | 07312      | 07610      | 7,26             | 502 (2012)                        | 69                 |
| Vion                          | 07345      | 07610      | 6,21             | 946 (2012)                        | 152                |

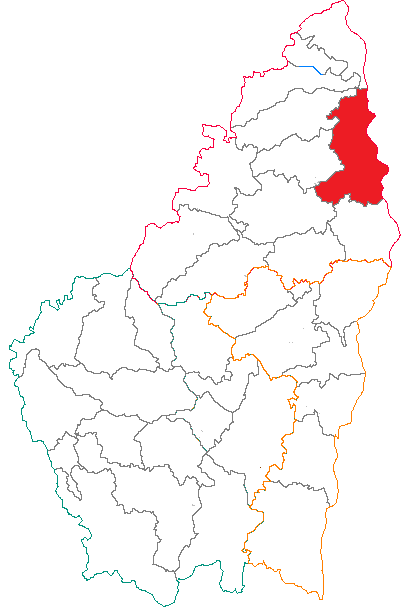
Situation du canton de Tournon-sur-Rhône dans le département de l'Ardèche avant 2015.
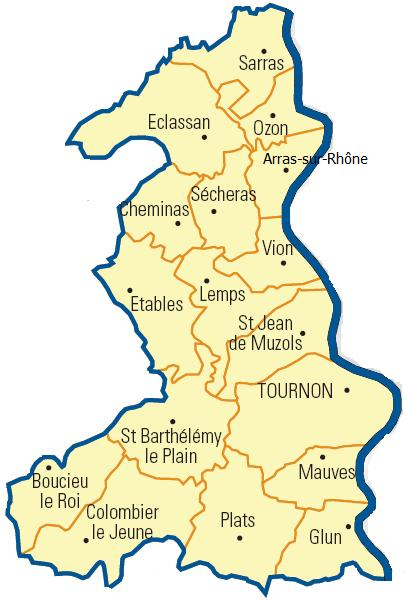
Carte du canton avant 2015.

### Composition à partir de 2015
Après le redécoupage cantonal de 2014, le nouveau canton de Tournon-sur-Rhône est composé de treize communes.
| Nom                                       | Code Insee | Intercommunalité | Superficie (km2) | Population (dernière pop. légale) | Densité (hab./km2) | Modifier                                    |
| ----------------------------------------- | ---------- | ---------------- | ---------------- | --------------------------------- | ------------------ | ------------------------------------------- |
| Tournon-sur-Rhône (bureau centralisateur) | 07324      | CA Arche Agglo   | 21,01            | 11 302 (2022)                     | 538                | modifier les données · modifier les données |
| Boucieu-le-Roi                            | 07040      | CA Arche Agglo   | 8,94             | 247 (2022)                        | 28                 | modifier les données · modifier les données |
| Cheminas                                  | 07063      | CA Arche Agglo   | 9,39             | 413 (2022)                        | 44                 | modifier les données · modifier les données |
| Colombier-le-Jeune                        | 07068      | CA Arche Agglo   | 15,14            | 566 (2022)                        | 37                 | modifier les données · modifier les données |
| Étables                                   | 07086      | CA Arche Agglo   | 15,70            | 979 (2022)                        | 62                 | modifier les données · modifier les données |
| Glun                                      | 07097      | CA Arche Agglo   | 7,56             | 686 (2022)                        | 91                 | modifier les données · modifier les données |
| Lemps                                     | 07140      | CA Arche Agglo   | 12,18            | 798 (2022)                        | 66                 | modifier les données · modifier les données |
| Mauves                                    | 07152      | CA Arche Agglo   | 7,05             | 1 192 (2022)                      | 169                | modifier les données · modifier les données |
| Plats                                     | 07177      | CA Arche Agglo   | 16,25            | 836 (2022)                        | 51                 | modifier les données · modifier les données |
| Saint-Barthélemy-le-Plain                 | 07217      | CA Arche Agglo   | 19,08            | 859 (2022)                        | 45                 | modifier les données · modifier les données |
| Saint-Jean-de-Muzols                      | 07245      | CA Arche Agglo   | 10,68            | 2 499 (2022)                      | 234                | modifier les données · modifier les données |
| Sécheras                                  | 07312      | CA Arche Agglo   | 7,26             | 517 (2022)                        | 71                 | modifier les données · modifier les données |
| Vion                                      | 07345      | CA Arche Agglo   | 6,21             | 932 (2022)                        | 150                | modifier les données · modifier les données |
| Canton de Tournon-sur-Rhône               | 0714       |                  | 156,45           | 21 826 (2022)                     | 140                | modifier les données                        |

## Démographie

### Démographie avant 2015
| 1990   | 1999   | 2006   | 2011   | 2012   |
| ------ | ------ | ------ | ------ | ------ |
| 20 389 | 21 544 | 23 657 | 24 730 | 24 948 |

### Démographie depuis 2015
En 2022, le canton comptait 21 826 habitants, en évolution de +5,82 % par rapport à 2016 (Ardèche : +2,48 %, France hors Mayotte : +2,11 %).
| 2013   | 2018   | 2022   |
| ------ | ------ | ------ |
| 20 820 | 21 061 | 21 826 |